# Tomislav Dančulović
Tomislav Dančulović (* 15. Juni 1980 in Rijeka) ist ein ehemaliger kroatischer Radrennfahrer.

## Sportlicher Werdegang
Tomislav Dančulović begann seine Karriere 2003 bei dem slowenischen Radsportteam Perutnina Ptuj, für das er vier Jahre an den Start ging. 2004 wurde er erstmals kroatischer Meister im Straßenrennen der Elite. In der Saison 2006 konnte Dančulović die Gesamtwertung der Rhône-Alpes Isère Tour für sich entscheiden. 
Zur Saison 2007 wechselte Dančulović zum Radsportverein B.K. Laborika, der zwei Jahre später als UCI Continental Team lizenziert wurde. Gleich im ersten Jahr gewann er zwei Rennen der UCI Europe Tour in Italien. Zudem gewann erneut den nationalen Titel im Straßenrennen, den er 2008 erfolgreich verteidigte. Der Gewinn des Raiffeisen Grand Prix in der Saison 2011 war der letzte Sieg seiner Karriere.
Nach der Saison 2012 beendete Dančulović im Alter von 32 Jahren seine Radsportlaufbahn.

## Erfolge
2004
- Kroatischer Meister im Straßenrennen

2006
- Gesamtwertung Rhône-Alpes Isère Tour

2007
- Kroatischer Meister im Straßenrennen
- Gran Premio Città di Felino
- Gara Ciclistica Milionaria

2008
- Kroatischer Meister im Straßenrennen

2009
- Trofeo Zssdi

2011
- Internationaler Raiffeisen Grand Prix